# Радча (річка)
Ра́дча — річка в Україні, в межах Народицького району Житомирської області. Ліва притока Грезлі (басейн Дніпра). 
Довжина бл. 14 км (за вимірюванням на супутниковій карті, за Каталогом річок - 11 км). Річище переважно випрямлене. Похил 1,7 м/км.
Бере початок у лісі поблизу села Підчашшя. Тече переважно на південний схід. Перші кілометри протікає лісами, далі повз села Довгий Ліс†, Стара Радча, нижче від якої приймає ліву притоку Медведок, Нова Радча. За 1 км південніше Нової Радчі приймає річку Ровба і за 2 км впадає у Грезлю навпроти села Давидок.